# Brunswick Popham
Brunswick Popham fue un Capitán británico de la Marina Real, segundo hijo de Sir Home Riggs Popham y descendiente de Sir John Popham.
Pocos registros se tiene de su vida, el 4 de diciembre de 1817 ingresa en la marina, el 3 de febrero de 1826 es ascendido a teniente.
En febrero de 1826 es transferido a la HMS Glasgow de 50 cañones al mando del Capitán James Ashley Maude.
En febrero de 182? es transferido como teniente a la HMS Pelorus de 18 cañones al mando del Capitán Peter Richards en el Mar Mediterráneo.
De enero de enero de 1828 al 2 de marzo de 1828 sirve como teniente a las órdenes del vice almirante Sir Edward Codringron aborde la HMS Asia de 84 cañones en el Mar Mediterráneo.
El 2 de marzo de 1828 es ascendido a comandante y en octubre del mismo año se le da el mando de la bombardera HMS Infernal de 6 cañones en el Mar Mediterráneo.
Del 20 de abril de 1830 a junio de 1831 comanda la HMS Wasp, en el Mar Mediterráneo de 18 cañones.
Desde el 3 de diciembre de 1834 a mayo de 1839 comanda la HMS Pelican de 18 cañones, en las costas orientelas y occidentales de África.
En 1838 figura como teniente en el HSM Glasgote en Navarino.
En 1838 es promovido a Capitán Comandante.
El 26 de octubre de 1841 se casa con Susan, la más joven de las hijas de Patrick Murray de Arthurstone, en Florence.